# Jurij Vasilievič Bazlov
Jurij Vasilievič Bazlov (Slavjanka, 6 ottobre 1947) è un compositore di scacchi russo (sovietico fino al 1991).
Vinse il 15º campionato sovietico di composizione scacchistica, sezione studi, del 1979-80.
Nel 1983 ottenne il riconoscimento sovietico di Maestro onorario dello sport.
Jurij Bazlov ha pubblicato circa 100 studi, caratterizzati da svolgimenti dinamici e da un abile travestimento dell'idea che porta alla soluzione. Ha ottenuto molte premiazioni in concorsi di composizione, tra cui 24 primi premi . È uno specialista degli studi cosiddetti "aristocratici", cioè senza pedoni.
Ha vinto sia nel 2005  che nel 2006  il premio «Study of the Year» attribuito dalla PCCC (Permanent Commission for Chess Composition) per il miglior studio dell'anno. Il giudice del concorso del 2005 era John Nunn.
Nel 2008 lo studio del diagramma sotto a destra ha vinto il primo premio nel torneo di composizione georgiano Nona Jubilee Tourney, dedicato alla ex campionessa del mondo Nona Gaprindashvili.
Di professione è un giornalista.

## Due studi di Jurij Bazlov
|   | a | b | c | d | e | f | g | h |   |
| 8 | e8 alfiere del bianco · f7 cavallo del bianco · d5 re del nero · h5 cavallo del bianco · e4 pedone del nero · f3 pedone del nero · a2 re del bianco · d2 pedone del nero | e8 alfiere del bianco · f7 cavallo del bianco · d5 re del nero · h5 cavallo del bianco · e4 pedone del nero · f3 pedone del nero · a2 re del bianco · d2 pedone del nero | e8 alfiere del bianco · f7 cavallo del bianco · d5 re del nero · h5 cavallo del bianco · e4 pedone del nero · f3 pedone del nero · a2 re del bianco · d2 pedone del nero | e8 alfiere del bianco · f7 cavallo del bianco · d5 re del nero · h5 cavallo del bianco · e4 pedone del nero · f3 pedone del nero · a2 re del bianco · d2 pedone del nero | e8 alfiere del bianco · f7 cavallo del bianco · d5 re del nero · h5 cavallo del bianco · e4 pedone del nero · f3 pedone del nero · a2 re del bianco · d2 pedone del nero | e8 alfiere del bianco · f7 cavallo del bianco · d5 re del nero · h5 cavallo del bianco · e4 pedone del nero · f3 pedone del nero · a2 re del bianco · d2 pedone del nero | e8 alfiere del bianco · f7 cavallo del bianco · d5 re del nero · h5 cavallo del bianco · e4 pedone del nero · f3 pedone del nero · a2 re del bianco · d2 pedone del nero | e8 alfiere del bianco · f7 cavallo del bianco · d5 re del nero · h5 cavallo del bianco · e4 pedone del nero · f3 pedone del nero · a2 re del bianco · d2 pedone del nero | 8 |
| 7 | e8 alfiere del bianco · f7 cavallo del bianco · d5 re del nero · h5 cavallo del bianco · e4 pedone del nero · f3 pedone del nero · a2 re del bianco · d2 pedone del nero | e8 alfiere del bianco · f7 cavallo del bianco · d5 re del nero · h5 cavallo del bianco · e4 pedone del nero · f3 pedone del nero · a2 re del bianco · d2 pedone del nero | e8 alfiere del bianco · f7 cavallo del bianco · d5 re del nero · h5 cavallo del bianco · e4 pedone del nero · f3 pedone del nero · a2 re del bianco · d2 pedone del nero | e8 alfiere del bianco · f7 cavallo del bianco · d5 re del nero · h5 cavallo del bianco · e4 pedone del nero · f3 pedone del nero · a2 re del bianco · d2 pedone del nero | e8 alfiere del bianco · f7 cavallo del bianco · d5 re del nero · h5 cavallo del bianco · e4 pedone del nero · f3 pedone del nero · a2 re del bianco · d2 pedone del nero | e8 alfiere del bianco · f7 cavallo del bianco · d5 re del nero · h5 cavallo del bianco · e4 pedone del nero · f3 pedone del nero · a2 re del bianco · d2 pedone del nero | e8 alfiere del bianco · f7 cavallo del bianco · d5 re del nero · h5 cavallo del bianco · e4 pedone del nero · f3 pedone del nero · a2 re del bianco · d2 pedone del nero | e8 alfiere del bianco · f7 cavallo del bianco · d5 re del nero · h5 cavallo del bianco · e4 pedone del nero · f3 pedone del nero · a2 re del bianco · d2 pedone del nero | 7 |
| 6 | e8 alfiere del bianco · f7 cavallo del bianco · d5 re del nero · h5 cavallo del bianco · e4 pedone del nero · f3 pedone del nero · a2 re del bianco · d2 pedone del nero | e8 alfiere del bianco · f7 cavallo del bianco · d5 re del nero · h5 cavallo del bianco · e4 pedone del nero · f3 pedone del nero · a2 re del bianco · d2 pedone del nero | e8 alfiere del bianco · f7 cavallo del bianco · d5 re del nero · h5 cavallo del bianco · e4 pedone del nero · f3 pedone del nero · a2 re del bianco · d2 pedone del nero | e8 alfiere del bianco · f7 cavallo del bianco · d5 re del nero · h5 cavallo del bianco · e4 pedone del nero · f3 pedone del nero · a2 re del bianco · d2 pedone del nero | e8 alfiere del bianco · f7 cavallo del bianco · d5 re del nero · h5 cavallo del bianco · e4 pedone del nero · f3 pedone del nero · a2 re del bianco · d2 pedone del nero | e8 alfiere del bianco · f7 cavallo del bianco · d5 re del nero · h5 cavallo del bianco · e4 pedone del nero · f3 pedone del nero · a2 re del bianco · d2 pedone del nero | e8 alfiere del bianco · f7 cavallo del bianco · d5 re del nero · h5 cavallo del bianco · e4 pedone del nero · f3 pedone del nero · a2 re del bianco · d2 pedone del nero | e8 alfiere del bianco · f7 cavallo del bianco · d5 re del nero · h5 cavallo del bianco · e4 pedone del nero · f3 pedone del nero · a2 re del bianco · d2 pedone del nero | 6 |
| 5 | e8 alfiere del bianco · f7 cavallo del bianco · d5 re del nero · h5 cavallo del bianco · e4 pedone del nero · f3 pedone del nero · a2 re del bianco · d2 pedone del nero | e8 alfiere del bianco · f7 cavallo del bianco · d5 re del nero · h5 cavallo del bianco · e4 pedone del nero · f3 pedone del nero · a2 re del bianco · d2 pedone del nero | e8 alfiere del bianco · f7 cavallo del bianco · d5 re del nero · h5 cavallo del bianco · e4 pedone del nero · f3 pedone del nero · a2 re del bianco · d2 pedone del nero | e8 alfiere del bianco · f7 cavallo del bianco · d5 re del nero · h5 cavallo del bianco · e4 pedone del nero · f3 pedone del nero · a2 re del bianco · d2 pedone del nero | e8 alfiere del bianco · f7 cavallo del bianco · d5 re del nero · h5 cavallo del bianco · e4 pedone del nero · f3 pedone del nero · a2 re del bianco · d2 pedone del nero | e8 alfiere del bianco · f7 cavallo del bianco · d5 re del nero · h5 cavallo del bianco · e4 pedone del nero · f3 pedone del nero · a2 re del bianco · d2 pedone del nero | e8 alfiere del bianco · f7 cavallo del bianco · d5 re del nero · h5 cavallo del bianco · e4 pedone del nero · f3 pedone del nero · a2 re del bianco · d2 pedone del nero | e8 alfiere del bianco · f7 cavallo del bianco · d5 re del nero · h5 cavallo del bianco · e4 pedone del nero · f3 pedone del nero · a2 re del bianco · d2 pedone del nero | 5 |
| 4 | e8 alfiere del bianco · f7 cavallo del bianco · d5 re del nero · h5 cavallo del bianco · e4 pedone del nero · f3 pedone del nero · a2 re del bianco · d2 pedone del nero | e8 alfiere del bianco · f7 cavallo del bianco · d5 re del nero · h5 cavallo del bianco · e4 pedone del nero · f3 pedone del nero · a2 re del bianco · d2 pedone del nero | e8 alfiere del bianco · f7 cavallo del bianco · d5 re del nero · h5 cavallo del bianco · e4 pedone del nero · f3 pedone del nero · a2 re del bianco · d2 pedone del nero | e8 alfiere del bianco · f7 cavallo del bianco · d5 re del nero · h5 cavallo del bianco · e4 pedone del nero · f3 pedone del nero · a2 re del bianco · d2 pedone del nero | e8 alfiere del bianco · f7 cavallo del bianco · d5 re del nero · h5 cavallo del bianco · e4 pedone del nero · f3 pedone del nero · a2 re del bianco · d2 pedone del nero | e8 alfiere del bianco · f7 cavallo del bianco · d5 re del nero · h5 cavallo del bianco · e4 pedone del nero · f3 pedone del nero · a2 re del bianco · d2 pedone del nero | e8 alfiere del bianco · f7 cavallo del bianco · d5 re del nero · h5 cavallo del bianco · e4 pedone del nero · f3 pedone del nero · a2 re del bianco · d2 pedone del nero | e8 alfiere del bianco · f7 cavallo del bianco · d5 re del nero · h5 cavallo del bianco · e4 pedone del nero · f3 pedone del nero · a2 re del bianco · d2 pedone del nero | 4 |
| 3 | e8 alfiere del bianco · f7 cavallo del bianco · d5 re del nero · h5 cavallo del bianco · e4 pedone del nero · f3 pedone del nero · a2 re del bianco · d2 pedone del nero | e8 alfiere del bianco · f7 cavallo del bianco · d5 re del nero · h5 cavallo del bianco · e4 pedone del nero · f3 pedone del nero · a2 re del bianco · d2 pedone del nero | e8 alfiere del bianco · f7 cavallo del bianco · d5 re del nero · h5 cavallo del bianco · e4 pedone del nero · f3 pedone del nero · a2 re del bianco · d2 pedone del nero | e8 alfiere del bianco · f7 cavallo del bianco · d5 re del nero · h5 cavallo del bianco · e4 pedone del nero · f3 pedone del nero · a2 re del bianco · d2 pedone del nero | e8 alfiere del bianco · f7 cavallo del bianco · d5 re del nero · h5 cavallo del bianco · e4 pedone del nero · f3 pedone del nero · a2 re del bianco · d2 pedone del nero | e8 alfiere del bianco · f7 cavallo del bianco · d5 re del nero · h5 cavallo del bianco · e4 pedone del nero · f3 pedone del nero · a2 re del bianco · d2 pedone del nero | e8 alfiere del bianco · f7 cavallo del bianco · d5 re del nero · h5 cavallo del bianco · e4 pedone del nero · f3 pedone del nero · a2 re del bianco · d2 pedone del nero | e8 alfiere del bianco · f7 cavallo del bianco · d5 re del nero · h5 cavallo del bianco · e4 pedone del nero · f3 pedone del nero · a2 re del bianco · d2 pedone del nero | 3 |
| 2 | e8 alfiere del bianco · f7 cavallo del bianco · d5 re del nero · h5 cavallo del bianco · e4 pedone del nero · f3 pedone del nero · a2 re del bianco · d2 pedone del nero | e8 alfiere del bianco · f7 cavallo del bianco · d5 re del nero · h5 cavallo del bianco · e4 pedone del nero · f3 pedone del nero · a2 re del bianco · d2 pedone del nero | e8 alfiere del bianco · f7 cavallo del bianco · d5 re del nero · h5 cavallo del bianco · e4 pedone del nero · f3 pedone del nero · a2 re del bianco · d2 pedone del nero | e8 alfiere del bianco · f7 cavallo del bianco · d5 re del nero · h5 cavallo del bianco · e4 pedone del nero · f3 pedone del nero · a2 re del bianco · d2 pedone del nero | e8 alfiere del bianco · f7 cavallo del bianco · d5 re del nero · h5 cavallo del bianco · e4 pedone del nero · f3 pedone del nero · a2 re del bianco · d2 pedone del nero | e8 alfiere del bianco · f7 cavallo del bianco · d5 re del nero · h5 cavallo del bianco · e4 pedone del nero · f3 pedone del nero · a2 re del bianco · d2 pedone del nero | e8 alfiere del bianco · f7 cavallo del bianco · d5 re del nero · h5 cavallo del bianco · e4 pedone del nero · f3 pedone del nero · a2 re del bianco · d2 pedone del nero | e8 alfiere del bianco · f7 cavallo del bianco · d5 re del nero · h5 cavallo del bianco · e4 pedone del nero · f3 pedone del nero · a2 re del bianco · d2 pedone del nero | 2 |
| 1 | e8 alfiere del bianco · f7 cavallo del bianco · d5 re del nero · h5 cavallo del bianco · e4 pedone del nero · f3 pedone del nero · a2 re del bianco · d2 pedone del nero | e8 alfiere del bianco · f7 cavallo del bianco · d5 re del nero · h5 cavallo del bianco · e4 pedone del nero · f3 pedone del nero · a2 re del bianco · d2 pedone del nero | e8 alfiere del bianco · f7 cavallo del bianco · d5 re del nero · h5 cavallo del bianco · e4 pedone del nero · f3 pedone del nero · a2 re del bianco · d2 pedone del nero | e8 alfiere del bianco · f7 cavallo del bianco · d5 re del nero · h5 cavallo del bianco · e4 pedone del nero · f3 pedone del nero · a2 re del bianco · d2 pedone del nero | e8 alfiere del bianco · f7 cavallo del bianco · d5 re del nero · h5 cavallo del bianco · e4 pedone del nero · f3 pedone del nero · a2 re del bianco · d2 pedone del nero | e8 alfiere del bianco · f7 cavallo del bianco · d5 re del nero · h5 cavallo del bianco · e4 pedone del nero · f3 pedone del nero · a2 re del bianco · d2 pedone del nero | e8 alfiere del bianco · f7 cavallo del bianco · d5 re del nero · h5 cavallo del bianco · e4 pedone del nero · f3 pedone del nero · a2 re del bianco · d2 pedone del nero | e8 alfiere del bianco · f7 cavallo del bianco · d5 re del nero · h5 cavallo del bianco · e4 pedone del nero · f3 pedone del nero · a2 re del bianco · d2 pedone del nero | 1 |
|   | a | b | c | d | e | f | g | h |   |

Soluzione:
I tre pedoni neri sono molto pericolosi

1. Aa4  e3 

2. Ad1  e2

3. Cf4+  Re4

4. Cxe2  Re3!

5. Cg3!  Rf2

6. Ce5  Re1

7. Ae2!!  fxe2

8. Cd3+  Rd1

9. Rb1!  e1=D

|   | a | b | c | d | e | f | g | h |   |
| 8 | d8 donna del nero · a7 torre del bianco · d7 pedone del bianco · e7 re del nero · h7 re del bianco · g6 torre del nero · h5 alfiere del nero · b3 donna del bianco · h2 alfiere del bianco · h1 cavallo del nero | d8 donna del nero · a7 torre del bianco · d7 pedone del bianco · e7 re del nero · h7 re del bianco · g6 torre del nero · h5 alfiere del nero · b3 donna del bianco · h2 alfiere del bianco · h1 cavallo del nero | d8 donna del nero · a7 torre del bianco · d7 pedone del bianco · e7 re del nero · h7 re del bianco · g6 torre del nero · h5 alfiere del nero · b3 donna del bianco · h2 alfiere del bianco · h1 cavallo del nero | d8 donna del nero · a7 torre del bianco · d7 pedone del bianco · e7 re del nero · h7 re del bianco · g6 torre del nero · h5 alfiere del nero · b3 donna del bianco · h2 alfiere del bianco · h1 cavallo del nero | d8 donna del nero · a7 torre del bianco · d7 pedone del bianco · e7 re del nero · h7 re del bianco · g6 torre del nero · h5 alfiere del nero · b3 donna del bianco · h2 alfiere del bianco · h1 cavallo del nero | d8 donna del nero · a7 torre del bianco · d7 pedone del bianco · e7 re del nero · h7 re del bianco · g6 torre del nero · h5 alfiere del nero · b3 donna del bianco · h2 alfiere del bianco · h1 cavallo del nero | d8 donna del nero · a7 torre del bianco · d7 pedone del bianco · e7 re del nero · h7 re del bianco · g6 torre del nero · h5 alfiere del nero · b3 donna del bianco · h2 alfiere del bianco · h1 cavallo del nero | d8 donna del nero · a7 torre del bianco · d7 pedone del bianco · e7 re del nero · h7 re del bianco · g6 torre del nero · h5 alfiere del nero · b3 donna del bianco · h2 alfiere del bianco · h1 cavallo del nero | 8 |
| 7 | d8 donna del nero · a7 torre del bianco · d7 pedone del bianco · e7 re del nero · h7 re del bianco · g6 torre del nero · h5 alfiere del nero · b3 donna del bianco · h2 alfiere del bianco · h1 cavallo del nero | d8 donna del nero · a7 torre del bianco · d7 pedone del bianco · e7 re del nero · h7 re del bianco · g6 torre del nero · h5 alfiere del nero · b3 donna del bianco · h2 alfiere del bianco · h1 cavallo del nero | d8 donna del nero · a7 torre del bianco · d7 pedone del bianco · e7 re del nero · h7 re del bianco · g6 torre del nero · h5 alfiere del nero · b3 donna del bianco · h2 alfiere del bianco · h1 cavallo del nero | d8 donna del nero · a7 torre del bianco · d7 pedone del bianco · e7 re del nero · h7 re del bianco · g6 torre del nero · h5 alfiere del nero · b3 donna del bianco · h2 alfiere del bianco · h1 cavallo del nero | d8 donna del nero · a7 torre del bianco · d7 pedone del bianco · e7 re del nero · h7 re del bianco · g6 torre del nero · h5 alfiere del nero · b3 donna del bianco · h2 alfiere del bianco · h1 cavallo del nero | d8 donna del nero · a7 torre del bianco · d7 pedone del bianco · e7 re del nero · h7 re del bianco · g6 torre del nero · h5 alfiere del nero · b3 donna del bianco · h2 alfiere del bianco · h1 cavallo del nero | d8 donna del nero · a7 torre del bianco · d7 pedone del bianco · e7 re del nero · h7 re del bianco · g6 torre del nero · h5 alfiere del nero · b3 donna del bianco · h2 alfiere del bianco · h1 cavallo del nero | d8 donna del nero · a7 torre del bianco · d7 pedone del bianco · e7 re del nero · h7 re del bianco · g6 torre del nero · h5 alfiere del nero · b3 donna del bianco · h2 alfiere del bianco · h1 cavallo del nero | 7 |
| 6 | d8 donna del nero · a7 torre del bianco · d7 pedone del bianco · e7 re del nero · h7 re del bianco · g6 torre del nero · h5 alfiere del nero · b3 donna del bianco · h2 alfiere del bianco · h1 cavallo del nero | d8 donna del nero · a7 torre del bianco · d7 pedone del bianco · e7 re del nero · h7 re del bianco · g6 torre del nero · h5 alfiere del nero · b3 donna del bianco · h2 alfiere del bianco · h1 cavallo del nero | d8 donna del nero · a7 torre del bianco · d7 pedone del bianco · e7 re del nero · h7 re del bianco · g6 torre del nero · h5 alfiere del nero · b3 donna del bianco · h2 alfiere del bianco · h1 cavallo del nero | d8 donna del nero · a7 torre del bianco · d7 pedone del bianco · e7 re del nero · h7 re del bianco · g6 torre del nero · h5 alfiere del nero · b3 donna del bianco · h2 alfiere del bianco · h1 cavallo del nero | d8 donna del nero · a7 torre del bianco · d7 pedone del bianco · e7 re del nero · h7 re del bianco · g6 torre del nero · h5 alfiere del nero · b3 donna del bianco · h2 alfiere del bianco · h1 cavallo del nero | d8 donna del nero · a7 torre del bianco · d7 pedone del bianco · e7 re del nero · h7 re del bianco · g6 torre del nero · h5 alfiere del nero · b3 donna del bianco · h2 alfiere del bianco · h1 cavallo del nero | d8 donna del nero · a7 torre del bianco · d7 pedone del bianco · e7 re del nero · h7 re del bianco · g6 torre del nero · h5 alfiere del nero · b3 donna del bianco · h2 alfiere del bianco · h1 cavallo del nero | d8 donna del nero · a7 torre del bianco · d7 pedone del bianco · e7 re del nero · h7 re del bianco · g6 torre del nero · h5 alfiere del nero · b3 donna del bianco · h2 alfiere del bianco · h1 cavallo del nero | 6 |
| 5 | d8 donna del nero · a7 torre del bianco · d7 pedone del bianco · e7 re del nero · h7 re del bianco · g6 torre del nero · h5 alfiere del nero · b3 donna del bianco · h2 alfiere del bianco · h1 cavallo del nero | d8 donna del nero · a7 torre del bianco · d7 pedone del bianco · e7 re del nero · h7 re del bianco · g6 torre del nero · h5 alfiere del nero · b3 donna del bianco · h2 alfiere del bianco · h1 cavallo del nero | d8 donna del nero · a7 torre del bianco · d7 pedone del bianco · e7 re del nero · h7 re del bianco · g6 torre del nero · h5 alfiere del nero · b3 donna del bianco · h2 alfiere del bianco · h1 cavallo del nero | d8 donna del nero · a7 torre del bianco · d7 pedone del bianco · e7 re del nero · h7 re del bianco · g6 torre del nero · h5 alfiere del nero · b3 donna del bianco · h2 alfiere del bianco · h1 cavallo del nero | d8 donna del nero · a7 torre del bianco · d7 pedone del bianco · e7 re del nero · h7 re del bianco · g6 torre del nero · h5 alfiere del nero · b3 donna del bianco · h2 alfiere del bianco · h1 cavallo del nero | d8 donna del nero · a7 torre del bianco · d7 pedone del bianco · e7 re del nero · h7 re del bianco · g6 torre del nero · h5 alfiere del nero · b3 donna del bianco · h2 alfiere del bianco · h1 cavallo del nero | d8 donna del nero · a7 torre del bianco · d7 pedone del bianco · e7 re del nero · h7 re del bianco · g6 torre del nero · h5 alfiere del nero · b3 donna del bianco · h2 alfiere del bianco · h1 cavallo del nero | d8 donna del nero · a7 torre del bianco · d7 pedone del bianco · e7 re del nero · h7 re del bianco · g6 torre del nero · h5 alfiere del nero · b3 donna del bianco · h2 alfiere del bianco · h1 cavallo del nero | 5 |
| 4 | d8 donna del nero · a7 torre del bianco · d7 pedone del bianco · e7 re del nero · h7 re del bianco · g6 torre del nero · h5 alfiere del nero · b3 donna del bianco · h2 alfiere del bianco · h1 cavallo del nero | d8 donna del nero · a7 torre del bianco · d7 pedone del bianco · e7 re del nero · h7 re del bianco · g6 torre del nero · h5 alfiere del nero · b3 donna del bianco · h2 alfiere del bianco · h1 cavallo del nero | d8 donna del nero · a7 torre del bianco · d7 pedone del bianco · e7 re del nero · h7 re del bianco · g6 torre del nero · h5 alfiere del nero · b3 donna del bianco · h2 alfiere del bianco · h1 cavallo del nero | d8 donna del nero · a7 torre del bianco · d7 pedone del bianco · e7 re del nero · h7 re del bianco · g6 torre del nero · h5 alfiere del nero · b3 donna del bianco · h2 alfiere del bianco · h1 cavallo del nero | d8 donna del nero · a7 torre del bianco · d7 pedone del bianco · e7 re del nero · h7 re del bianco · g6 torre del nero · h5 alfiere del nero · b3 donna del bianco · h2 alfiere del bianco · h1 cavallo del nero | d8 donna del nero · a7 torre del bianco · d7 pedone del bianco · e7 re del nero · h7 re del bianco · g6 torre del nero · h5 alfiere del nero · b3 donna del bianco · h2 alfiere del bianco · h1 cavallo del nero | d8 donna del nero · a7 torre del bianco · d7 pedone del bianco · e7 re del nero · h7 re del bianco · g6 torre del nero · h5 alfiere del nero · b3 donna del bianco · h2 alfiere del bianco · h1 cavallo del nero | d8 donna del nero · a7 torre del bianco · d7 pedone del bianco · e7 re del nero · h7 re del bianco · g6 torre del nero · h5 alfiere del nero · b3 donna del bianco · h2 alfiere del bianco · h1 cavallo del nero | 4 |
| 3 | d8 donna del nero · a7 torre del bianco · d7 pedone del bianco · e7 re del nero · h7 re del bianco · g6 torre del nero · h5 alfiere del nero · b3 donna del bianco · h2 alfiere del bianco · h1 cavallo del nero | d8 donna del nero · a7 torre del bianco · d7 pedone del bianco · e7 re del nero · h7 re del bianco · g6 torre del nero · h5 alfiere del nero · b3 donna del bianco · h2 alfiere del bianco · h1 cavallo del nero | d8 donna del nero · a7 torre del bianco · d7 pedone del bianco · e7 re del nero · h7 re del bianco · g6 torre del nero · h5 alfiere del nero · b3 donna del bianco · h2 alfiere del bianco · h1 cavallo del nero | d8 donna del nero · a7 torre del bianco · d7 pedone del bianco · e7 re del nero · h7 re del bianco · g6 torre del nero · h5 alfiere del nero · b3 donna del bianco · h2 alfiere del bianco · h1 cavallo del nero | d8 donna del nero · a7 torre del bianco · d7 pedone del bianco · e7 re del nero · h7 re del bianco · g6 torre del nero · h5 alfiere del nero · b3 donna del bianco · h2 alfiere del bianco · h1 cavallo del nero | d8 donna del nero · a7 torre del bianco · d7 pedone del bianco · e7 re del nero · h7 re del bianco · g6 torre del nero · h5 alfiere del nero · b3 donna del bianco · h2 alfiere del bianco · h1 cavallo del nero | d8 donna del nero · a7 torre del bianco · d7 pedone del bianco · e7 re del nero · h7 re del bianco · g6 torre del nero · h5 alfiere del nero · b3 donna del bianco · h2 alfiere del bianco · h1 cavallo del nero | d8 donna del nero · a7 torre del bianco · d7 pedone del bianco · e7 re del nero · h7 re del bianco · g6 torre del nero · h5 alfiere del nero · b3 donna del bianco · h2 alfiere del bianco · h1 cavallo del nero | 3 |
| 2 | d8 donna del nero · a7 torre del bianco · d7 pedone del bianco · e7 re del nero · h7 re del bianco · g6 torre del nero · h5 alfiere del nero · b3 donna del bianco · h2 alfiere del bianco · h1 cavallo del nero | d8 donna del nero · a7 torre del bianco · d7 pedone del bianco · e7 re del nero · h7 re del bianco · g6 torre del nero · h5 alfiere del nero · b3 donna del bianco · h2 alfiere del bianco · h1 cavallo del nero | d8 donna del nero · a7 torre del bianco · d7 pedone del bianco · e7 re del nero · h7 re del bianco · g6 torre del nero · h5 alfiere del nero · b3 donna del bianco · h2 alfiere del bianco · h1 cavallo del nero | d8 donna del nero · a7 torre del bianco · d7 pedone del bianco · e7 re del nero · h7 re del bianco · g6 torre del nero · h5 alfiere del nero · b3 donna del bianco · h2 alfiere del bianco · h1 cavallo del nero | d8 donna del nero · a7 torre del bianco · d7 pedone del bianco · e7 re del nero · h7 re del bianco · g6 torre del nero · h5 alfiere del nero · b3 donna del bianco · h2 alfiere del bianco · h1 cavallo del nero | d8 donna del nero · a7 torre del bianco · d7 pedone del bianco · e7 re del nero · h7 re del bianco · g6 torre del nero · h5 alfiere del nero · b3 donna del bianco · h2 alfiere del bianco · h1 cavallo del nero | d8 donna del nero · a7 torre del bianco · d7 pedone del bianco · e7 re del nero · h7 re del bianco · g6 torre del nero · h5 alfiere del nero · b3 donna del bianco · h2 alfiere del bianco · h1 cavallo del nero | d8 donna del nero · a7 torre del bianco · d7 pedone del bianco · e7 re del nero · h7 re del bianco · g6 torre del nero · h5 alfiere del nero · b3 donna del bianco · h2 alfiere del bianco · h1 cavallo del nero | 2 |
| 1 | d8 donna del nero · a7 torre del bianco · d7 pedone del bianco · e7 re del nero · h7 re del bianco · g6 torre del nero · h5 alfiere del nero · b3 donna del bianco · h2 alfiere del bianco · h1 cavallo del nero | d8 donna del nero · a7 torre del bianco · d7 pedone del bianco · e7 re del nero · h7 re del bianco · g6 torre del nero · h5 alfiere del nero · b3 donna del bianco · h2 alfiere del bianco · h1 cavallo del nero | d8 donna del nero · a7 torre del bianco · d7 pedone del bianco · e7 re del nero · h7 re del bianco · g6 torre del nero · h5 alfiere del nero · b3 donna del bianco · h2 alfiere del bianco · h1 cavallo del nero | d8 donna del nero · a7 torre del bianco · d7 pedone del bianco · e7 re del nero · h7 re del bianco · g6 torre del nero · h5 alfiere del nero · b3 donna del bianco · h2 alfiere del bianco · h1 cavallo del nero | d8 donna del nero · a7 torre del bianco · d7 pedone del bianco · e7 re del nero · h7 re del bianco · g6 torre del nero · h5 alfiere del nero · b3 donna del bianco · h2 alfiere del bianco · h1 cavallo del nero | d8 donna del nero · a7 torre del bianco · d7 pedone del bianco · e7 re del nero · h7 re del bianco · g6 torre del nero · h5 alfiere del nero · b3 donna del bianco · h2 alfiere del bianco · h1 cavallo del nero | d8 donna del nero · a7 torre del bianco · d7 pedone del bianco · e7 re del nero · h7 re del bianco · g6 torre del nero · h5 alfiere del nero · b3 donna del bianco · h2 alfiere del bianco · h1 cavallo del nero | d8 donna del nero · a7 torre del bianco · d7 pedone del bianco · e7 re del nero · h7 re del bianco · g6 torre del nero · h5 alfiere del nero · b3 donna del bianco · h2 alfiere del bianco · h1 cavallo del nero | 1 |
|   | a | b | c | d | e | f | g | h |   |